# 최효사
최효사(崔孝思, 1140년 ~ 1218년)은 고려 중기 ~ 후기의 문신이다. 본관은 한남(漢南)이다.
명종 때인 1178년에 군부참모가 되어 북방의 방어를 점검하기도 했다.
이후 여러 관직을 거쳐 벼슬이 추밀원사 예부상서에 이르렀다.
1203년에는 동지공거가 되어 과거를 주관하기도 했다.
1218년 79세의 나이로 세상을 떠났다.